# Fontenay-sur-Loing
Fontenay-sur-Loing település Franciaországban, Loiret megyében. Lakosainak száma 1677 fő (2022. január 1.). Fontenay-sur-Loing Dordives, Cepoy, Ferrières-en-Gâtinais, Girolles, Nargis és Paucourt községekkel határos.

## Népesség
A település népességének változása:
| Lakosok száma | 715  | 960  | 1163 | 1676 | 1757 | 1730 | 1720 | 1726 | 1710 | 1677 |
|               | 1968 | 1982 | 1990 | 2006 | 2013 | 2015 | 2017 | 2019 | 2020 | 2022 |